# リチャード・デカーペンティア
リチャード・デカーペンティア（Richard de Carpentier、1990年4月30日 - ）は、イングランドの元ラグビーユニオン選手。

## プロフィール
- イングランド・マンチェスター出身[1]。
- 現役時代のポジションはフランカー(FL)。
- 身長 194cm、体重 105kg
- 7人制イングランド代表に選ばれたことがある[2]。

## 略歴
2018年、ラグビーワールドカップセブンズ2018の7人制イングランド代表に選ばれて準優勝に貢献。
2018年、バースに加入。
2024年、現役を引退した。